# Raikunjärvi
Raikunjärvi är en sjö i kommunen Kangasala i landskapet Birkaland i Finland. Arean är 38 hektar och strandlinjen är 3,57 kilometer lång. Sjön  ingår i Kumo älvs huvudavrinningsområde.   Den ligger omkring 25 kilometer öster om Tammerfors och omkring 140 kilometer norr om Helsingfors. 